# Open di Francia 2018 - Doppio maschile in carrozzina
Stéphane Houdet e Nicolas Peifer erano i detentori del titolo, e lo hanno difeso con successo sconfiggendo in finale Frédéric Cattaneo e Stefan Olsson con il punteggio di 6–1, 7–6(5).

## Teste di serie
1.    Stéphane Houdet /  Nicolas Peifer (campioni)
  2.    Alfie Hewett /  Gordon Reid (semifinale)

## Tabellone

### Legenda
| - Q = Qualificato - WC = Wild card - LL = Lucky loser | - ALT = Alternate - SE = Special Exempt - PR = Protected Ranking | - w/o = Walkover - r = Ritirato - d = Squalificato |

|  | Semifinali | Semifinali                       | Semifinali                      | Semifinali | Semifinali |  |  | Finale | Finale                          | Finale                          | Finale | Finale |  |
|  |            |                                  |                                 |            |            |  |  |        |                                 |                                 |        |        |  |
|  | 1          | Stéphane Houdet Nicolas Peifer   | 4                               | 6          | [13]       |  |  |        |                                 |                                 |        |        |  |
|  |            | Gustavo Fernández Shingo Kunieda | 6                               | 3          | [11]       |  |  | 1      | Stéphane Houdet Nicolas Peifer  | Stéphane Houdet Nicolas Peifer  | 6      | 7      |  |
|  |            | Frédéric Cattaneo Stefan Olsson  | Frédéric Cattaneo Stefan Olsson | 6          | 6          |  |  |        | Frédéric Cattaneo Stefan Olsson | Frédéric Cattaneo Stefan Olsson | 1      | 65     |  |
|  | 2          | Alfie Hewett Gordon Reid         | Alfie Hewett Gordon Reid        | 4          | 4          |  |  |        |                                 |                                 |        |        |  |